# 岩屋寺 (愛知県南知多町)

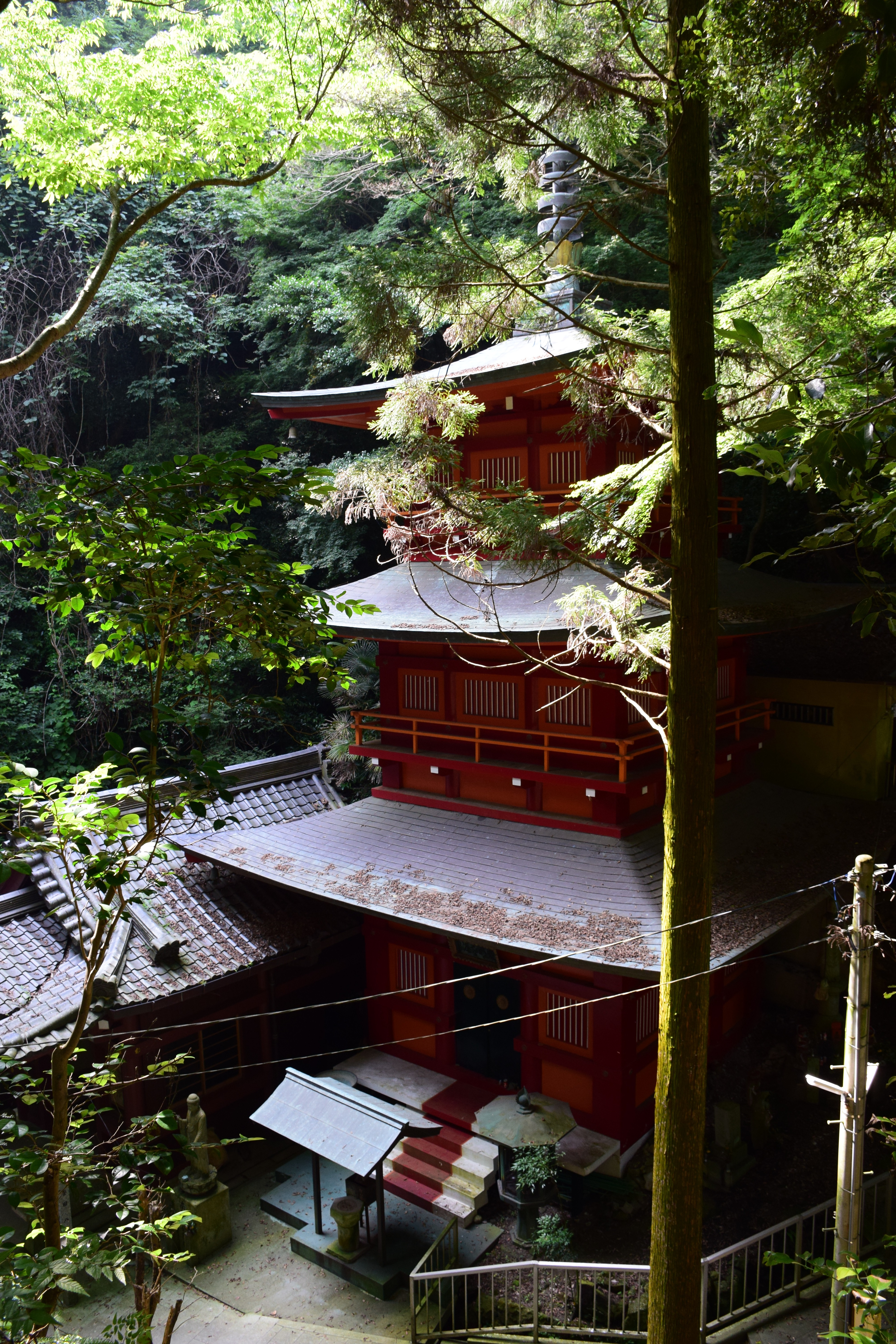
奥之院

岩屋寺（いわやじ）は、愛知県知多郡南知多町にある寺院。尾張高野山宗の総本山である。山号は大慈山。別名岩屋観音。本尊は千手観音菩薩。知多西国三十三所霊場第1番・知多四国霊場第43番札所。

## 歴史
伝承によれば、霊亀元年（715年）元正天皇の勅願所として、行基菩薩によって創建されたとされ、かつては千眼光寺とも号したという。大同3年（808年）に弘法大師空海がこの寺の「奥之院」を開いたともされる。本堂はたびたび火災で焼失し、文化年間（1804年 - 1818年）に尾張藩主・徳川斉朝の依頼により、天台宗の密教僧である豪潮律師によって再興された。
寺所は「大本堂」、「奥之院」の二ヶ寺に加え、裏山の山頂にある空海の修行大師大仏と不動明王などの五仏の霊所からなる。裏山の大師ヶ嶽の参道には、豪潮律師が開眼したと伝える石仏群の八十八大師像と五百羅漢像があり、これにより地元には空海への大師信仰が興ったとされる。
昭和26年（1951年）には天台宗から独立して一派をなし、尾張高野山宗を称した。

## 文化財

### 重要文化財（国指定）
- 金銅法具類（五鈷杵：1、五鈷鈴：1、金剛盤：1、火舎：1、花瓶（けびょう）：2、灑水器（しゃすいき）：1、塗香器（ずこうき）：1、飲食器（おんじきき）：1、六器：6）
- 大蔵経：5,463帖（宋版：5,157帖、和版：111帖、写本：195帖） - 宝徳3年（1451年）、大野城主佐治盛光の寄進。
  - 附 宝徳三年目録：2帖、目録残巻：1巻、千賀重親筆書状：1通、智鋒筆修補大蔵経願文：1通

## 行事
年中行事
- 初詣 - 1月1日～3日
- 初午 - 2月最初の午の日
- 大祭左義長 - 2月17日
- 九万九千日 - 8月9日

月例行事
- 岩屋寺大祭 - 毎月17日
- 岩屋寺マルシェ - 毎月17日（2月除く）

## アクセス
名鉄知多新線 内海駅と師崎港を結ぶ知多バス西海岸線の路線バスの本数が少なく、特定日のみ内海駅からの直行バスが運行されていたが、2010年（平成22年）秋に知多乗合が内海地区から撤退し、直行バスは廃止。路線バスは地元のコミュニティバス（海っ子バス）に引き継がれている。岩屋寺経由は2017年（平成29年）秋のダイヤ改正で土休日のみの運行で、上り下り各5便となった。

## ギャラリー

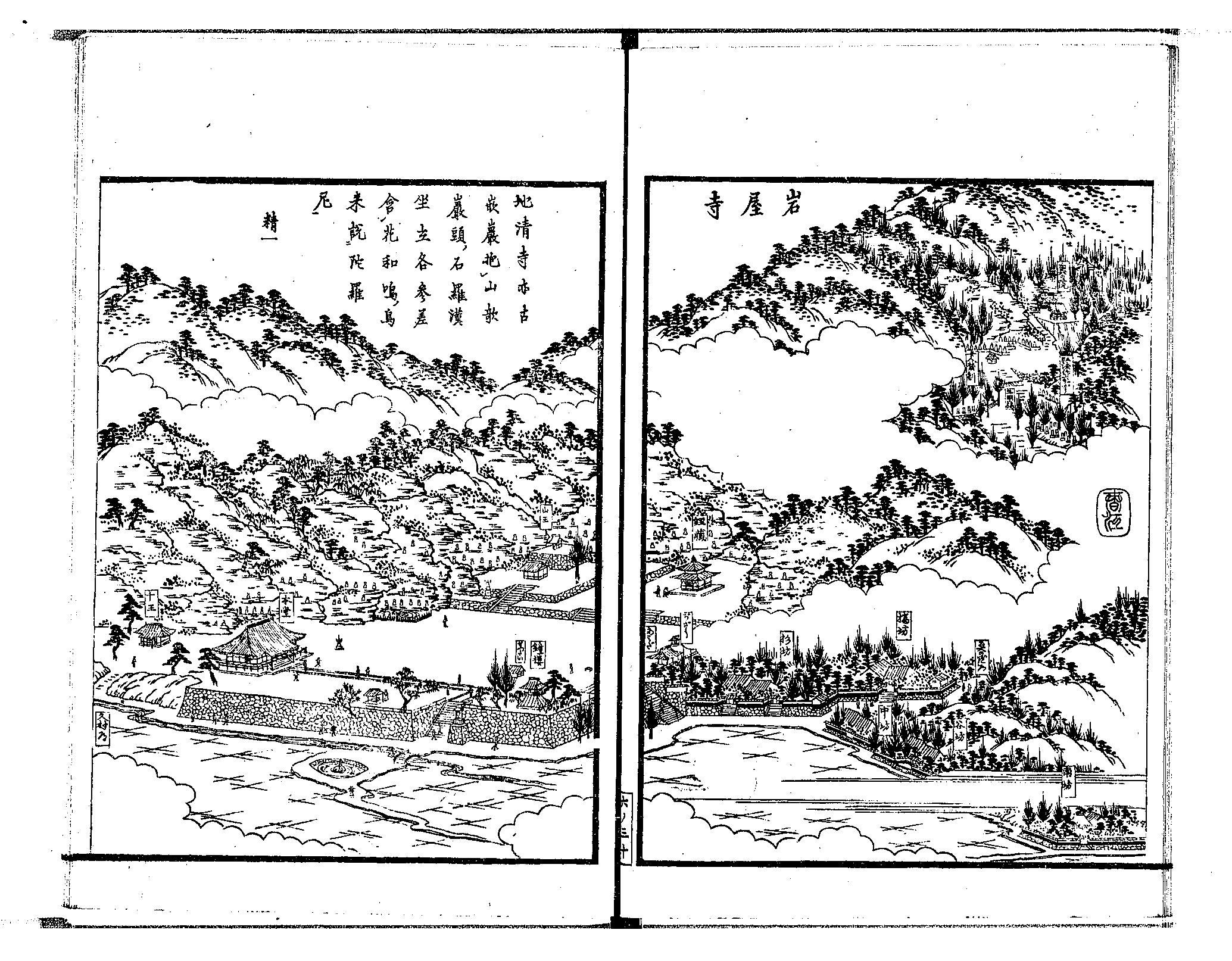
かつての岩屋寺の様子（『尾張名所図会. 前編 巻6 知多郡』より「岩屋寺」）
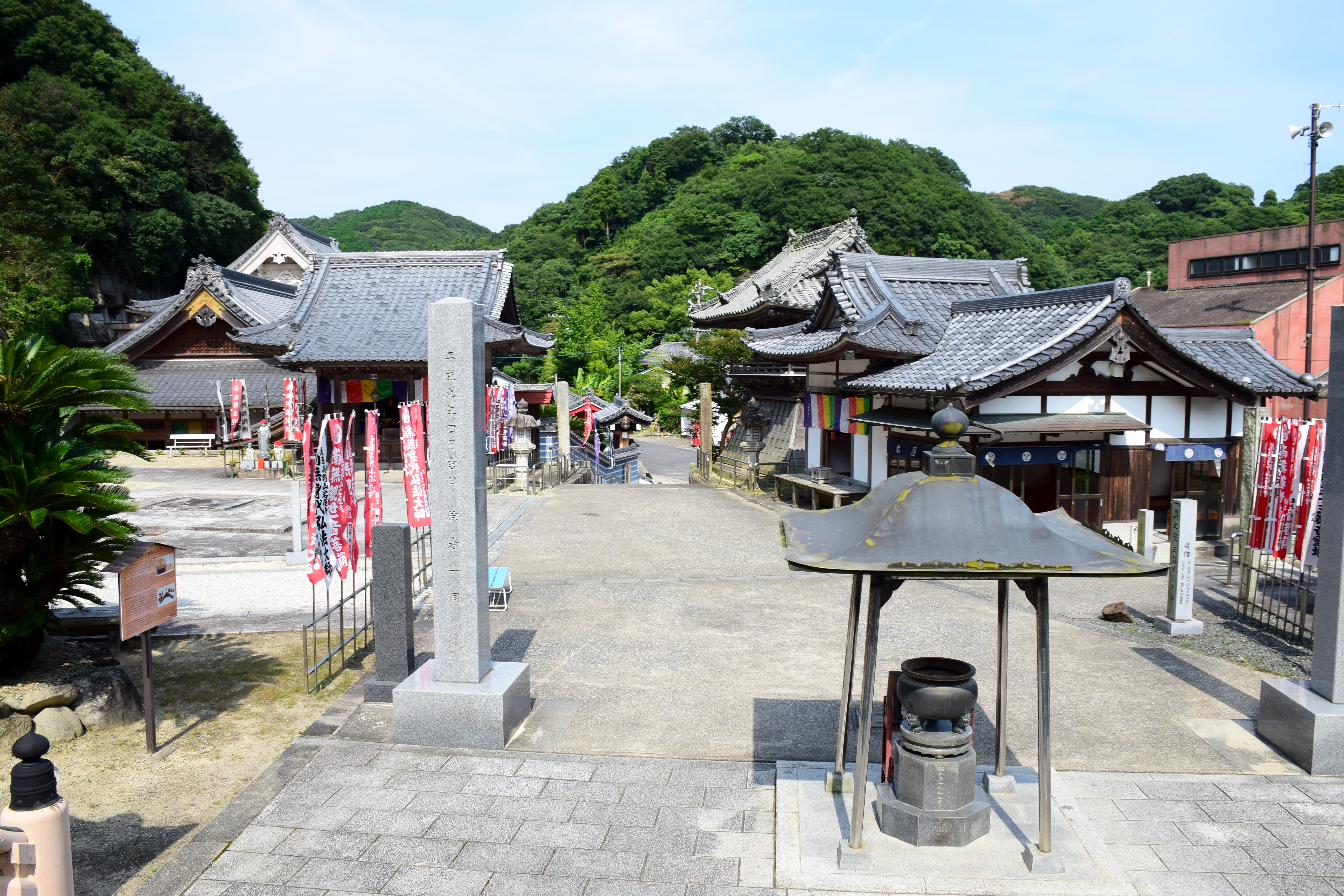
岩屋寺境内
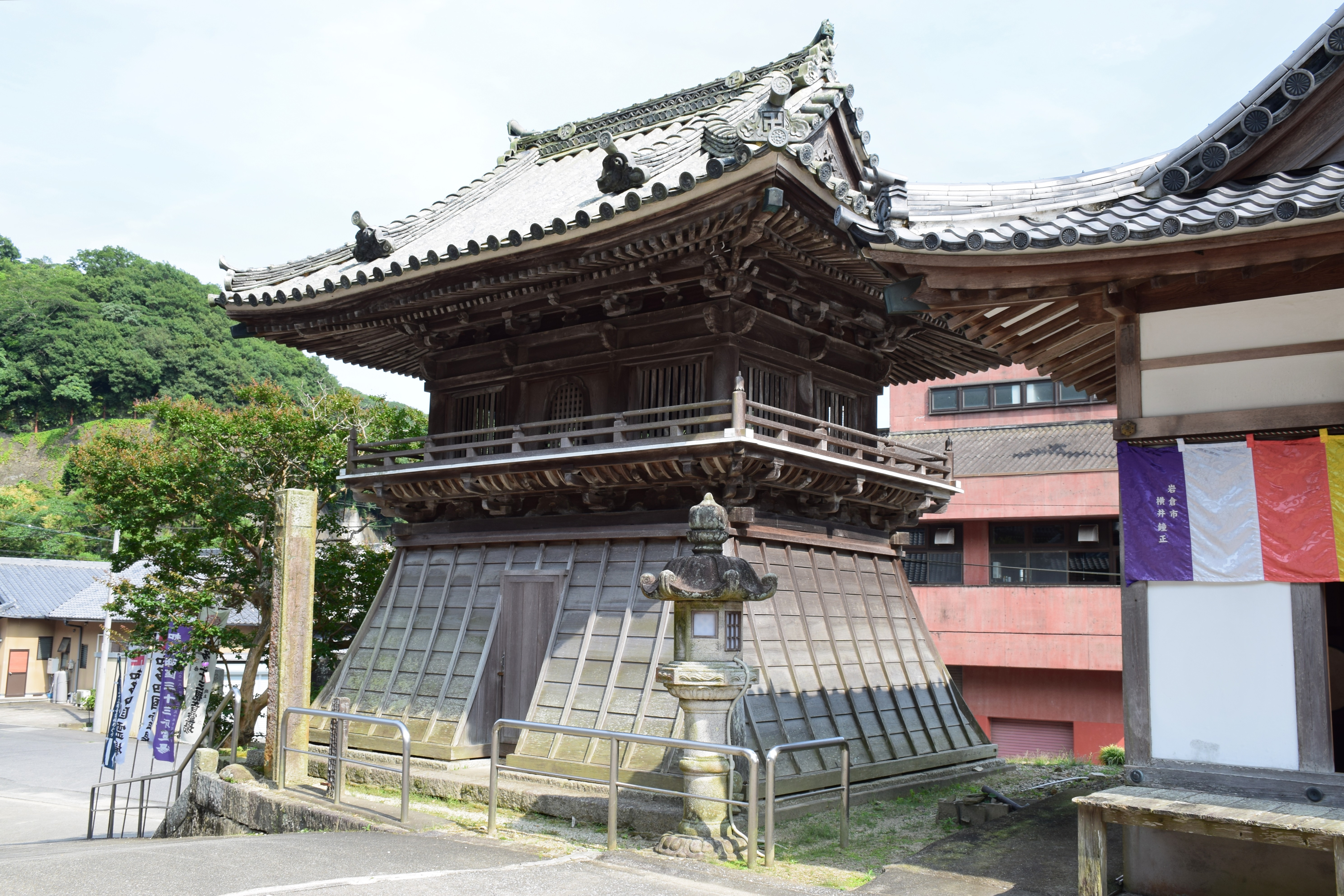
鐘楼
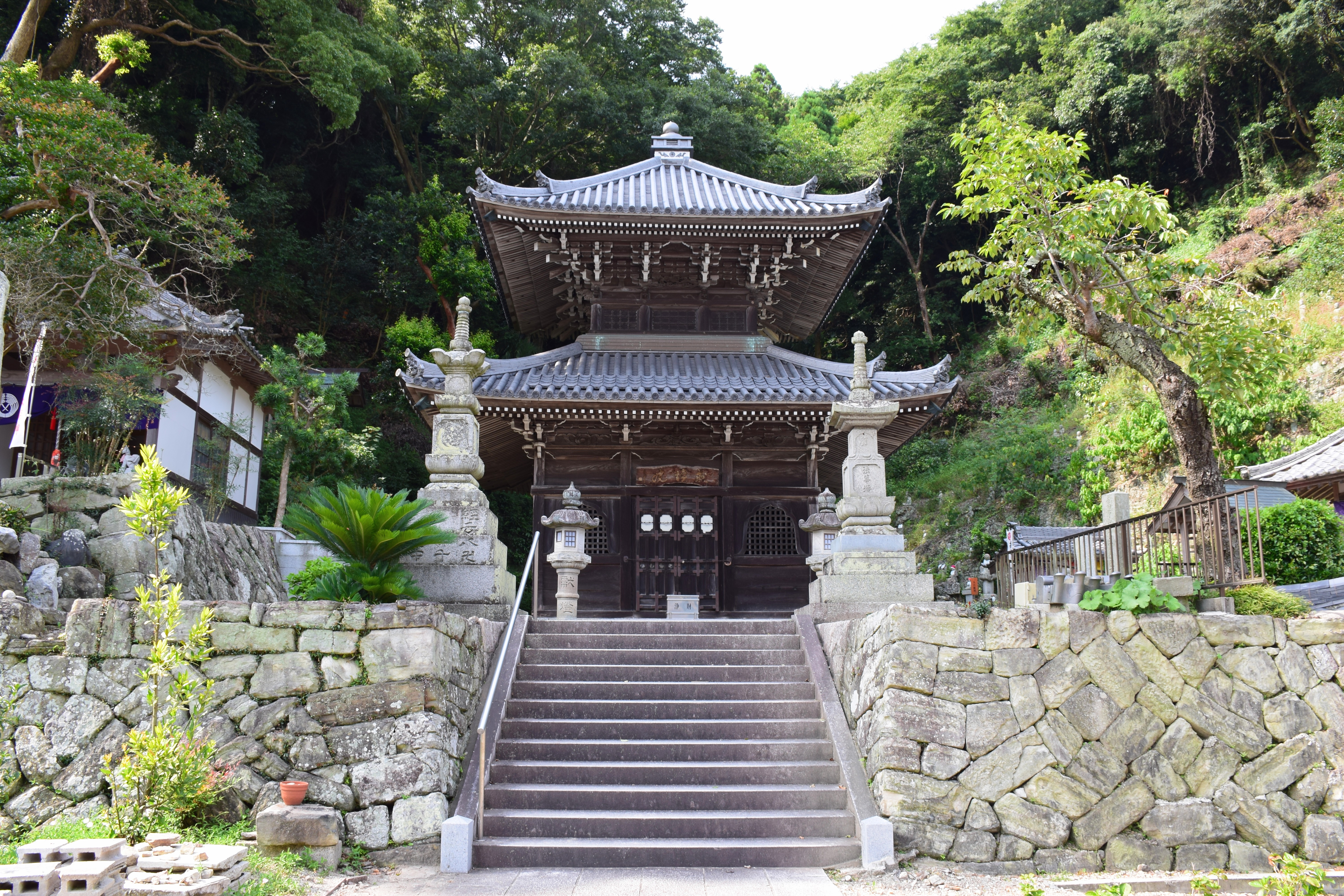
経蔵
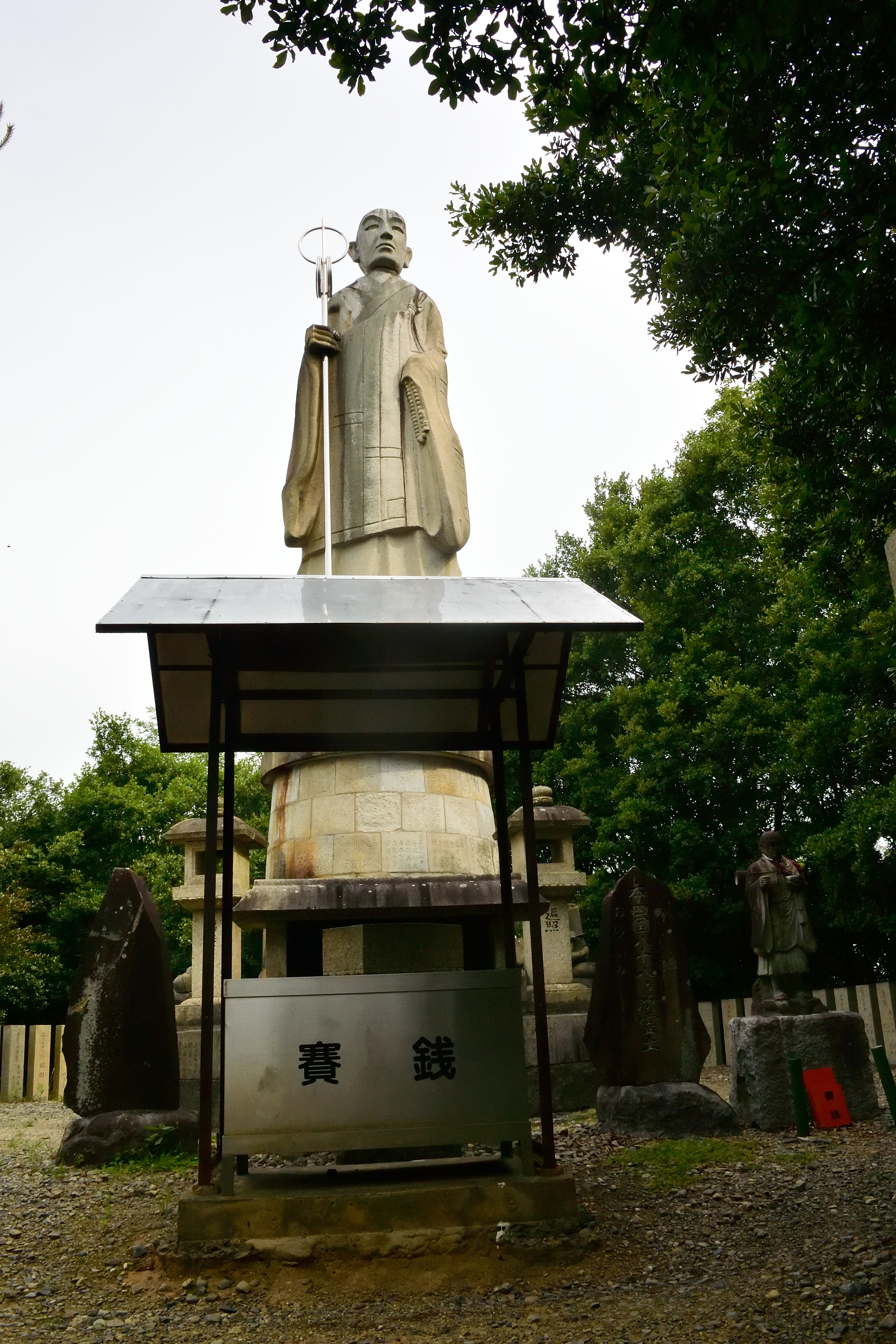
弘法大師像
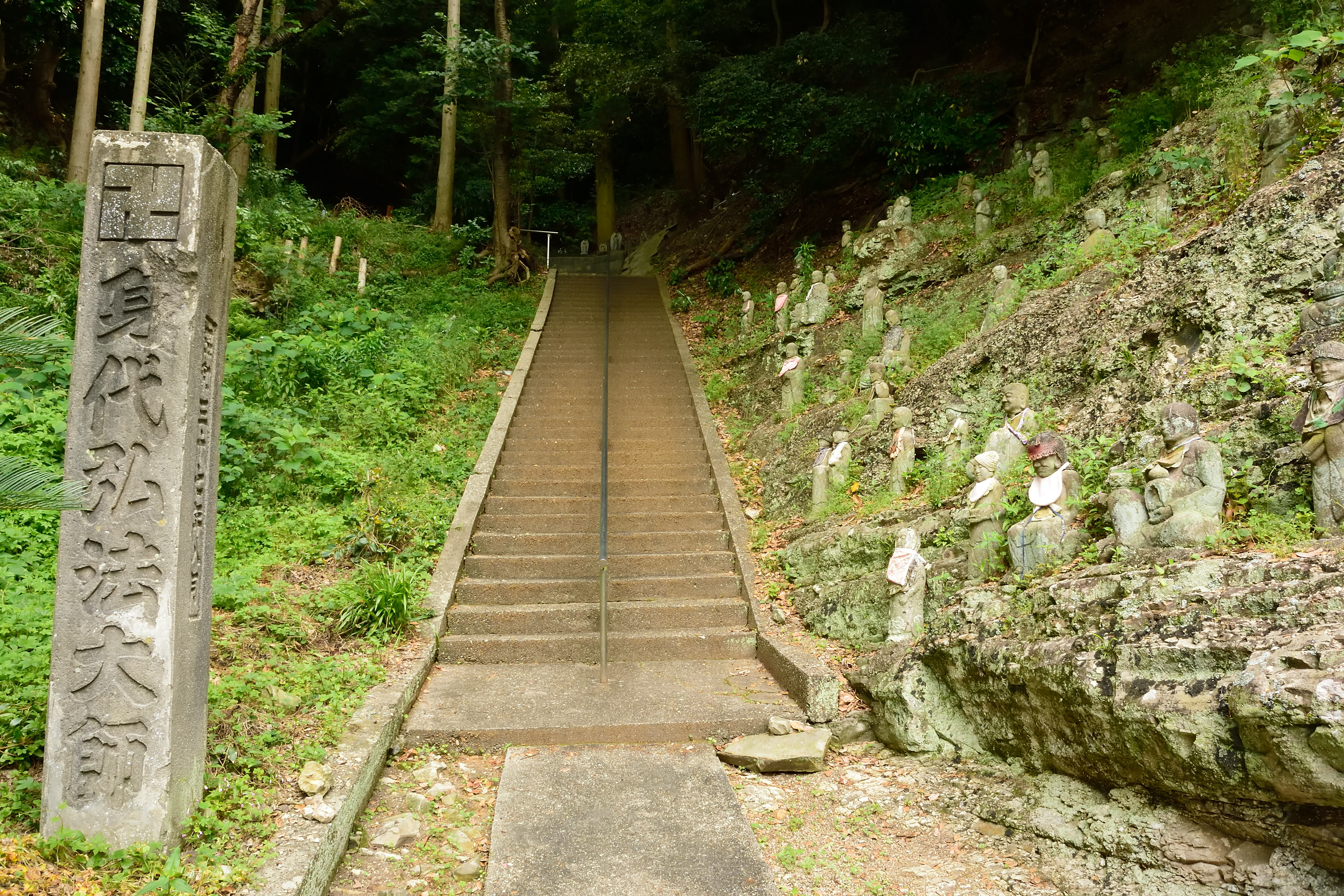
大師ヶ嶽の参道入口